# Ciriaco Sforza
Ciriaco Sforza (* 2. březen 1970, Wohlen) je bývalý švýcarský fotbalista. Nastupoval povětšinou na postu záložníka. Od srpna 2020 je trenérem v klubu FC Basel.
Za švýcarskou reprezentaci hrál v letech 1991–2001 a odehrál 79 utkání, v nichž vstřelil 7 branek. Hrál na světovém šampionátu v USA roku 1994 a Euru 1996.
Největších úspěchů však dosáhl na klubové úrovni. S Bayernem Mnichov vyhrál Ligu mistrů 2000/01, Pohár UEFA 1995/96 a Interkontinentální pohár 2001. S Interem Milán se navíc v sezóně 1996/97 probojoval do finále Poháru UEFA.
Je dvojnásobným mistrem Německa, jeden titul získal s 1. FC Kaiserslautern (1997/98), druhý s Bayernem (2000/01). S Grasshopers Curych se stal mistrem Švýcarska (1990/91) a získal dva švýcarské poháry (1987/88, 1988/89).
Dočkal se i individuálních ocenění, roku 1993 byl vyhlášen švýcarským fotbalistou roku (v anketě švýcarského deníku Sport).